# أنيس ملحم جابر
أنيس ملحم جابر (11 يوليو 1905 - 10 فبراير 1983) صحفي ومحامي وكاتب لبناني. ولد في بلدة عاليه وتلقى دراسته الابتدائية في مدرسة الجامعة الوطنية في مدينة صيدا، وأنهى دراسته الفلسفية في مدرسة البطريركية في بيروت عام 1924، وكان قد التحق بمعهد الحقوق الفرنسي (1925 - 1926) للآباء اليسوعيين في بيروت، ثم التحق بجامعة دمشق، وتخرج فيها محرزًا إجازتها في الحقوق عام 1929. عمل صحفيًا، فقد أصدر في عام 1925 مجلة صدى لبنان، وأعقبها بمجلة صدى العلم في عام 1929. له مؤلفات ومقالات وشعر. 

## سيرته
ولد أنيس بن ملحم بن علي بن محمد جابر في 11 تموز 1905 في عاليه وتلقى دروسه الابتدائية والثانوية فيها، ثم انتسب إلی كلية الحقوق في بيروت ودرس فيها سنتين فقط فدعي إلى وظيفة في قسم الترجمة في دمشق فذهب إليها والتحق بالجامعة السورية فكان يدرس الحقوق إلی جانب الوظيفة، وفي الوقت نفسه أنشأ مجلة أدبية سمّاها صدى العالم استمرت من سنة 1926 حتى سنة 1929 يوم نال شهادة الحقوق، فاستقال من الوظيفة وأقلع عن إصدار المجلة، وعاد إلى لبنان ليعمل في المحاماة، فانتسب إلى النقابة سنة 1931، وعندما أنهى تدرجه أنشأ مكتباً للمحاماة في عاليه، وكان ممثلاً لنقابة المحامين فيها إلى أن تقاعد في سنة 1963.

## وفاته
توفي في 10 شباط سنة 1983 ودفن في عاليه. أحيت نقابتا المحامين والمحررين في لبنان وعائلته، ذكرى أول له في 11 تموز 2005 لمناسبة مرور مائة عام على ولادته، وأقيم مهرجان في‌ مسقط رأسه.

## حياته الشخصية
له من الأبناء ملحم ورياض ومنصور وزهير وحافظ. كان ابنه البكر المحامي شكيب جابر قد توفي في حادث سيارة سنة 1965.

## مؤلفاته
كان يكتب في مجلة العرفان، وله الشعر وبحوث دينية قد طبعت مشيخة العقل بعضاً منها، من مؤلفاته:
- منتخبات روحانية
- مقتطفات وذكريات[1]